# Sisakcsigák
A sisakcsigák (Cassinae) a csigák (Gastropoda) Sorbeoconcha rendjébe tartozó alcsalád.

## Származásuk, elterjedésük
A legtöbb faj a trópusok tengereiben él.

## Megjelenésük, felépítésük
Vastag falú házukon gyakran nagy csomók dudorodnak. Rendes alkatú, széles, elül kétoldalt csücsökben megnyúlt lábuk mellett nagyon hosszú, a héj hosszával vetekedő ormányuk is van. Ezt teljesen vissza tudják húzni: ilyenkor csak szájnyílásuk látható. Egyes fajok szájadéka megvastagodott pajzsot hoz létre. A szájadék lehet fogazott, a szifócsatorna visszahajlik.

## Életmódjuk, élőhelyük
A legtöbb faj ragadozó; a homokos tengerfenéken kutatnak kagylók után, és azok héját megfúrva jutnak zsákmányukhoz.

## Rendszerezés
Az alcsaládba az alábbi nemek tartoznak:
- Sisakcsiga (Cassis)
- Cypraecassis
- Galeodea
- Herculea
- Sconsia